# Diphora
Diphora är ett släkte av steklar som beskrevs av Förster 1856. Diphora ingår i familjen hyllhornsteklar.
Släktet innehåller bara arten Diphora westwoodi.